# 马内格利斯
马内格利斯（法語：Manéglise，法語發音：[maneɡliz]）是法国滨海塞纳省的一个市镇，属于勒阿弗尔区。

## 地理
马内格利斯（49°33'53"N, 0°15'19"E）面积8.35 平方千米，位于法国诺曼底大区滨海塞纳省，该省份为法国北部沿海省份，其西部及北部濒大西洋英吉利海峡，东起顺时针与索姆省、瓦兹省、厄尔省和卡爾瓦多斯省接壤。
与马内格利斯接壤的市镇（或旧市镇、城区）包括：埃普维尔、埃坦于、罗勒维尔、赛讷维尔、圣洛朗德布雷沃当、圣马丹迪马努瓦尔。

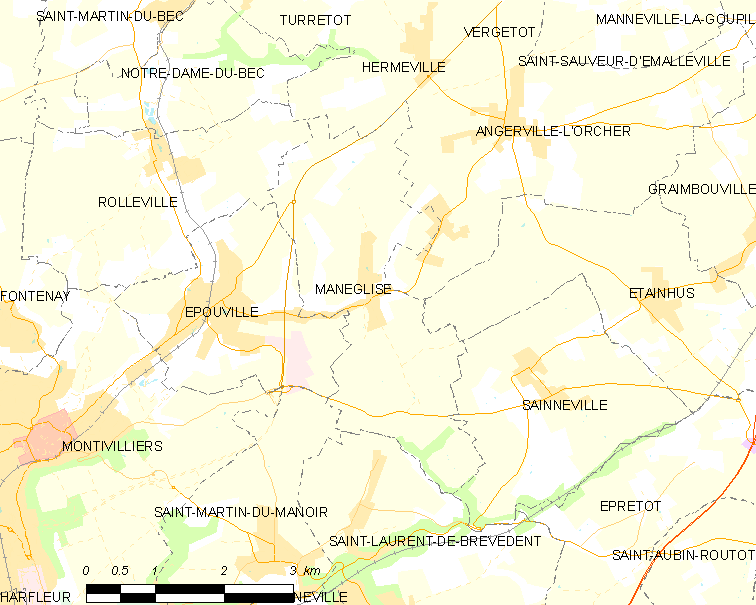
马内格利斯的OSM定位图

马内格利斯的时区为UTC+01:00、UTC+02:00（夏令时）。

## 行政
马内格利斯的邮政编码为76133，INSEE市镇编码为76404。

## 政治
马内格利斯所属的省级选区为滨海奥克特维尔县。

## 人口

1962-2008年间马内格利斯人口变化图示

马内格利斯于2022年1月1日时的人口数量为1267人。